# Pace Wu
Pace Wu (Taiwan, 4 ottobre 1978) è una modella, attrice e cantante taiwanese.

## Filmografia

### Cinema
| Anno | Titolo cinese | Titolo inglese             | Ruolo     |
| ---- | ------------- | -------------------------- | --------- |
| 2000 |               | A War Named Desire         |           |
| 2001 |               | United We Stand and Swim   | Audrey    |
| 2004 |               | Photo Album of the Village | Rin       |
| 2005 |               | Into the Sun               | Mai Ling  |
| 2006 | 至尊無賴      | Undercover Hidden Dragon   |           |
| 2006 |               | Marriage With a Fool       | Josephine |

### Serie televisive
| Anno | Titolo cinese | Titolo inglese   | Ruolo          |
| ---- | ------------- | ---------------- | -------------- |
| 2002 | 流星花園 II   | Meteor Garden II | Ying Xiao Qiao |
| 2004 | 嗨！親爱的    | Hi! Honey        | Xu Tian Zhen   |
| 2009 | 協奏曲        | The Concerto     | Yuan Zhe       |

## Discografia
- 2005: Look at Me
- 2008: Glittering Night Course